# Мокрецька сільська рада (Турійський район)
| Мокрецька сільська рада — адміністративно-територіальна одиниця та орган місцевого самоврядування у Турійському районі Волинської області з адміністративним центром у селі Мокрець. Сільській раді підпорядковані населені пункти: - с. Мокрець - с. Блаженик - с. Турія - с. Туропин |

## Склад ради
Рада складається з 18 депутатів та голови.

### Керівний склад ради
| ПІБ                     | Основні відомості                                                    | Дата обрання | Дата звільнення |
| ----------------------- | -------------------------------------------------------------------- | ------------ | --------------- |
| Шудрук Павло Степанович | Сільський голова, 1958 року народження, освіта, член народної партії | 26.03.2006   | 31.10.2010      |
| Шудрук Павло Степанович | Сільський голова, 1958 року народження, освіта вища, безпартійний    | 31.10.2010   |                 |

Примітка: таблиця складена за даними джерела

## Загальні відомості
Історична дата утворення: в 1941 році. Водоймища на території, підпорядкованій даній раді: річка Турія.
В Мокрецькій сільській раді працює 3 школи: 1 початкова, 1 неповна середня і 1 середня, 2 клуби, бібліотека, 3 медичних заклада, 2 відділення зв'язку, 2 АТС по 100 номерів, 7 торговельних закладів.
Всі села сільської ради газифіковані. Дороги здебільшо з ґрунтовим покриттям. Стан доріг задовільний.
На території сільської ради проходить Автошлях Р15 Ковель-Жовква.

## Населення
Згідно з переписом УРСР 1989 року чисельність наявного населення сільської ради становила 1732 особи, з яких 818 чоловіків та 914 жінок.
За переписом населення України 2001 року в сільській раді мешкало 1575 осіб.

### Мова
Розподіл населення за рідною мовою за даними перепису 2001 року:
| Мова       | Відсоток |
| ---------- | -------- |
| українська | 99,05 %  |
| російська  | 0,82 %   |
| білоруська | 0,13 %   |